# 1910 County Championship
Navigation
Édition précédente Édition suivante
Le 1910 County Championship fut le vingt-et-unième County Championship et se déroule du 2 mai au 1er septembre 1910. Le Kent remporta son troisième titre de champion, son deuxième consécutives. Somerset a terminé en bas de classement, échouant à gagner un match de toute la saison.

## Classement
| Equipe                 | Pld | W  | L  | D  | A | Pts | %Fin   |
| ---------------------- | --- | -- | -- | -- | - | --- | ------ |
| Kent                   | 26  | 19 | 3  | 3  | 1 | 19  | 76.000 |
| Surrey                 | 30  | 16 | 7  | 5  | 2 | 16  | 57.143 |
| Middlesex              | 22  | 11 | 5  | 6  | 0 | 11  | 50.000 |
| Lancashire             | 30  | 14 | 5  | 10 | 1 | 14  | 48.276 |
| Nottinghamshire        | 20  | 9  | 4  | 7  | 0 | 9   | 45.000 |
| Hampshire              | 24  | 10 | 10 | 4  | 0 | 10  | 41.667 |
| Sussex                 | 26  | 10 | 9  | 6  | 1 | 10  | 40.000 |
| Yorkshire              | 28  | 10 | 7  | 10 | 1 | 10  | 37.037 |
| Northamptonshire       | 20  | 7  | 8  | 4  | 1 | 7   | 36.842 |
| Leicestershire         | 18  | 6  | 11 | 0  | 1 | 6   | 35.294 |
| Essex                  | 18  | 5  | 8  | 4  | 1 | 5   | 29.412 |
| Gloucestershire        | 20  | 5  | 11 | 4  | 0 | 5   | 25.000 |
| Worcestershire         | 22  | 5  | 8  | 9  | 0 | 5   | 22.727 |
| Warwickshire           | 20  | 4  | 8  | 7  | 1 | 4   | 21.053 |
| Derbyshire             | 22  | 2  | 14 | 4  | 2 | 2   | 10.000 |
| Somerset               | 18  | 0  | 15 | 3  | 0 | 0   | 0.000  |
| Source: CricketArchive |     |    |    |    |   |     |        |

### Résumé statistique
| Most runs              | Most runs | Most runs        | Most runs  |
| Aggregate              | Average   | Joueur           | Comté      |
| ---------------------- | --------- | ---------------- | ---------- |
| 1,961                  | 49.02     | Johnny Tyldesley | Lancashire |
| 1,511                  | 38.74     | Alfred Hartley   | Lancashire |
| 1,483                  | 38.02     | Punter Humphreys | Kent       |
| 1,457                  | 39.37     | James Seymour    | Kent       |
| 1,432                  | 31.13     | Jack Hobbs       | Surrey     |
| Source: CricketArchive |           |                  |            |

| Most wickets           | Most wickets | Most wickets   | Most wickets |
| Aggregate              | Average      | Joueur         | Comté        |
| ---------------------- | ------------ | -------------- | ------------ |
| 215                    | 12.56        | Razor Smith    | Surrey       |
| 156                    | 18.45        | Jack Newman    | Hampshire    |
| 149                    | 13.77        | Charlie Blythe | Kent         |
| 134                    | 15.05        | George Hirst   | Yorkshire    |
| 133                    | 15.22        | Harry Dean     | Lancashire   |
| Source: CricketArchive |              |                |              |